# Liste der Baudenkmale in Bentwisch
In der Liste der Baudenkmale in Bentwisch sind alle Baudenkmale der Gemeinde Bentwisch (Landkreis Rostock) und ihrer Ortsteile aufgelistet (Stand 10. Februar 2021). 

## Legende
In den Spalten befinden sich folgende Informationen:
- ID-Nr: Die Nummer wird von den Denkmalämtern der Landkreise vergeben. Wenn sie nicht bekannt ist, bleibt die Spalte leer. In dieser Spalte kann sich zusätzlich das Wort Wikidata befinden, der entsprechende Link führt zu Angaben zu diesem Denkmal bei Wikidata.
- Lage: die Adresse des Denkmales und die geographischen Koordinaten.
Link zu einem Kartenansichtstool, um Koordinaten zu setzen. In der Kartenansicht sind Denkmale ohne Koordinaten mit einem roten bzw. orangen Marker dargestellt und können in der Karte gesetzt werden. Denkmale ohne Bild sind mit einem blauen bzw. roten Marker gekennzeichnet, Denkmale mit Bild mit einem grünen bzw. orangen Marker.
- Bezeichnung: Bezeichnung, so wie sie in den offiziellen Listen der Denkmalämter steht. Ein Link hinter der Bezeichnung führt zum Wikipedia-Artikel über das Denkmal. Wenn die Bezeichnung der Denkmalämter inhaltlich fehlerhaft ist, ist in der Spalte „Beschreibung“ darauf hinzuweisen.
- Beschreibung: Beschreibung des Denkmales
- Bild: ein Bild des Denkmales und gegebenenfalls einen Link zu weiteren Fotos des Denkmals im Medienarchiv Wikimedia Commons

## Bentwisch
| ID  | Lage                                       | Bezeichnung                                                  | Beschreibung | Bild                                             |
| --- | ------------------------------------------ | ------------------------------------------------------------ | --- | ------------------------------------------------ |
| 147 | Stralsunder Straße (Karte)                 | Kirche mit Friedhof, Mauer, 2 Friedhofstoren und Glockenturm | Backsteinbau mit Feldsteinsockel vom 14. Jahrhundert mit 2-jochigem, flachgecktem Kirchenschiff und Chor mit 5/8-Schluss und Rippengewölbe, beide getrennt durch den Triumphbogen; freistehender Glockenturm aus Holz; geschnitzter Flügelaltar vom 15. Jh., hölzerne Kanzel aus der Spätrenaissance; Rasche – Orgel von 1852. Bentwisch gehörte 1235 mit Volkenshagen und Wustrow dem Kloster Dünamünde in Livland und im Mittelalter zum Archidiakonat Rostock. | Weitere Bilder                                   |
| 148 | Stralsunder Straße 23 (Karte)              | Pfarrhof mit Wohnhaus und Stallscheune                       | 1-gesch. Backsteinbau | Pfarrhof mit Wohnhaus und Stallscheune           |
| 149 | Stralsunder Straße 37 (Karte)              | Wohnhaus                                                     | 2-gesch. Backsteinbau | Wohnhaus                                         |
| 150 | Stralsunder Straße 38 (Karte)              | Bahnhof                                                      | 2-gesch. Backsteinbau an der Bahnstrecke Stralsund–Rostock von 1888. | Bahnhof                                          |
| 151 | Stralsunder Straße (beim Friedhof) (Karte) | Kriegerdenkmal 1914/18 und Gedenkstein 1813–1913             | | Kriegerdenkmal 1914/18 und Gedenkstein 1813–1913 |

## Goorstorf
| ID  | Lage                      | Bezeichnung            | Beschreibung | Bild |
| --- | ------------------------- | ---------------------- | ------------ | ---- |
| 216 | Straßeneinmündung (Karte) | Kriegerdenkmal 1914/18 |              |      |

## Groß Kussewitz
| ID  | Lage               | Bezeichnung | Beschreibung | Bild     |
| --- | ------------------ | ----------- | --- | -------- |
| 282 | Am Park 13 (Karte) | Gutshaus    | Das Gutshaus aus dem Jahr 1805 ist stark sanierungsbedürftig. Es wurde mehrfach umgebaut. 1896 war Heinrich Reinhard von Lenz-Hartig Eigentümer, der letzte Besitzer war Herr Kulenkampff. Nach dem Auszug eines Instituts verfiel es zusehends. | Gutshaus |
| 283 | Am Park (Karte)    | Silo        | Der Silo ist, wie auch das Gutshaus, stark sanierungsbedürftig. | Silo     |

## Klein Kussewitz
| ID  | Lage                   | Bezeichnung       | Beschreibung | Bild              |
| --- | ---------------------- | ----------------- | --- | ----------------- |
| 283 | Am Gutshaus 4 (Karte)  | Silo              | Der Silo wurde 1928 errichtet und für die Aufbewahrung von Rübenschnitt genutzt. Nach der Wende verfiel das Objekt, bis es 2000 von einem privaten Investor zu einem Wohngebäude umgebaut wurde. | Silo              |
| 282 | Am Gutshaus 15 (Karte) | Gutshaus mit Park | 2-gesch., 10-achs. Putzbau von 1803, Mitte des 19. Jh. Umbau im neugotischen Stil mit Walmdach, Sockelgeschoss, 3-gesch. Mittelrisalit; nach 1945 Wohnhaus, Gaststätte, Gemeindebüro und Arztpraxis, ab 2002 saniert als Wohnhaus; Gut u. a. der Familien von Bülow (1704), Spalding (1751–1781), Frehse (ab 1800), Schomann (1887–1907) und Kulenkampff (bis 1945); | Gutshaus mit Park |
| 281 | Am Gutshaus 16 (Karte) | Speicher          | Das Speichergebäude des Ensembles wird heute für gewerbliche und private Zwecke genutzt. | Speicher          |

## Volkenshagen
| ID  | Lage                | Bezeichnung                                                                                                | Beschreibung | Bild |
| --- | ------------------- | --- | --- | --- |
| 749 | Kirchweg 27 (Karte) | Pfarrhaus mit Garten (einschl. Garten- und Freiflächen mit Baumbestand vor dem Haus) und Einfriedungsmauer | Das Pfarrhaus der Gemeinde wurde verkauft, um die Dorfkirche zu sanieren. Heute befindet es sich in Privatbesitz; hier finden Lesungen und andere Veranstaltungen statt. | Pfarrhaus mit Garten (einschl. Garten- und Freiflächen mit Baumbestand vor dem Haus) und Einfriedungsmauer |
| 750 | Kirchweg (Karte)    | Kirche mit Friedhof und Einfriedung                                                                        | Die Kirche aus dem Jahr 1294 wird in den Jahren 1892 bis 1895 auf Wunsch des Großherzogs Friedrich Franz III. restauriert. Ein Umbau sowie eine Restaurierung findet durch Gotthilf Ludwig Möckel statt. Durch Fördermittel sowie den Verkauf des Pfarrhauses ließ die Gemeinde das Kirchengebäude von 1998 bis 2002 erneut restaurieren. | Weitere Bilder                                                                                             |

## Quelle
- Denkmalliste des Landkreises Rostock A ‐ Z (Stand: 10. Februar 2021; PDF, 497 KB)